# Manvieux

Manvieux este o comună în departamentul Calvados, Franța. În 1 ianuarie 2022 avea o populație de 136 de locuitori.